# Rubus insons
Rubus insons är en rosväxtart som beskrevs av Liberty Hyde Bailey. Rubus insons ingår i släktet rubusar, och familjen rosväxter. Inga underarter finns listade i Catalogue of Life.